# Heliophobus crucifer
Heliophobus crucifer är en fjärilsart som beskrevs av Felder 1874. Heliophobus crucifer ingår i släktet Heliophobus och familjen nattflyn. Inga underarter finns listade i Catalogue of Life.